# 林家染蔵
林家 染蔵（はやしや そめぞう）は、上方噺家である。
- 林家染蔵 - 本項にて詳細。
- 林家染蔵 - 後：三代目林家染三

林家 染蔵（はやしや そめぞう、? - 1941年）は、上方噺家。本名：増田 卯一。

## 経歴
- 初代桂春輔の門下で「春三郎」を名乗る。
- 1911年 - 三代目橘家圓三郎の門で「桂升三郎」後に「橘家升三郎」を名乗る。
- 三代目桂萬光の門で「萬十」を名乗る。
- 1920年 - 二代目林家染丸の門下で「染蔵」を名乗り三友派に加入した。

不遇で、上方落語が漫才に押され凋落する真っ只中の修行で活動場所がなく下積み時代が長かった。名前、師匠も何度も変え打開しようとしようとした模様だが結局大成しなかった。1920年ころ浪花三友派落語青年会に参加した際「四ツ谷怪談・足上がり」など数枚SPレコードを吹き込んでいる。

## 演目
- 「鳥屋坊主」
- 「瘤弁慶」
- 「島巡り」